# دومسور (آن)
دومسور (بالفرنسية: Domsure)‏ هي إحدى بلديات محافظة آن Ain في فرنسا. رمز إنسي لها هو:1147. أما الرمز البريدي لها فهو: 1270.